# Ahmadabad-e Ghaszghaguz
Ahmadabad-e Ghaszghaguz – wieś w Iranie, w ostanie Azerbejdżan Zachodni, w szahrestanie Mijandoab. W 2006 roku liczyła 92 mieszkańców.